# Children's Hospital of Philadelphia
Il Children’s Hospital of Philadelphia (CHOP), situato a Filadelfia, in Pennsylvania, è uno dei più antichi e grandi ospedali pediatrici degli Stati Uniti.
È stato il primo ospedale dedicato interamente alla cura e all’assistenza sanitaria dei pazienti da 0 a 21 anni ed è nato con l'intento di consentire l'accesso alle cure e l'assistenza medico-sanitaria anche ai bambini meno abbienti della città.

## Storia

### Prima sede: 1855-1866
La prima struttura ospedaliera fu ospitata nel 1855 in un edificio a tre piani al 408-420 di Blight Street (ora Watts St) ed era dotata di 12 letti. Quell'anno furono registrati 67 ricoveri ospedalieri e 306 visite ambulatoriali. In breve tempo il numero dei pazienti crebbe così tanto che anche lo spazio libero nei corridori fu completamente occupato. Per questo motivo, dopo due anni, l'edificio fu ampliato, incorporando lo stabile accanto e portando il numero di letti a 20.

Nel 1855 Filadelfia aveva una popolazione di circa 460 000 abitanti e furono registrati 10 507 morti. Le principali cause di morte furono il vaiolo, il tifo e la scarlattina. Nel mese peggiore del 1855 morirono 300 bambini sotto i 12 anni, principalmente per malattie infettive. Per trovare una soluzione alla drammatica situazione, un medico di Filadelfia, il dottor Francis West Lewis, ispirato anche da una visita al nuovo Great Ormond Street Hospital per bambini malati di Londra (fondato nel 1852), arruolò i dottori T. Hewson Bache e R. A. F. Penrose per fondare il primo ospedale pediatrico del Nord America. Insieme annunciarono con una pubblicazione sul Public Ledger l'apertura del nuovo ospedale: 
"L'ospedale pediatrico, situato in Blight Street, che va da Pine a Lombard, sotto Broad, è ora aperto per l'accoglienza dei pazienti. I bambini affetti da malattie acute e infortuni saranno accolti gratuitamente. All'ospedale è annesso anche un dispensario, per i bambini ammalati, che sarà aperto nello stesso luogo tutti i giorni, (tranne la domenica) dalle 11 alle 12, quando consigli e medicine saranno forniti gratuitamente".

### Seconda sede: 1865-1916
Nel 1865, in seguito alla necessità di ampliare la ricettività, l'ospedale venne trasferito nella sede dalla Civil War Officer's Hospital, anche conosciuta come Camac's Woods, all'angolo di 11th Street e Columbia Avenue a Filadelfia. I dirigenti dell'ospedale pediatrico si resero conto che Camac's Woods era costoso da mantenere e difficile da raggiungere per i bambini poveri della città e così nel 1867 aprirono una nuova struttura in 22nd Street, tra Locus Street e Walnut Street, con reparti separati per ragazzi e ragazze e reparti di convalescenza dopo intervento chirurgico. Solo nel 1870, quando John Ashhurst Jr si unì all’équipe medica, il reparto chirurgico fu definitivamente separato dal reparto medico.
Inoltre, nel 1873 fu nominato il primo medico residente al CHOP e nel 1877 iniziò l'insegnamento medico formale nelle cliniche mediche e chirurgiche.
Nel 1892, a causa della difterite, il Dipartimento della Salute fu costretto a chiudere un reparto e, essendo sospesi i ricoveri in ospedale, morirono molti bambini che necessitavano di un intervento chirurgico. Sempre negli stessi anni, i dispensari situati al di fuori dell’edificio ospedaliero erano particolarmente sfruttati da mamme e bambini, ma questo servizio, essendo gratuito, risultava molto oneroso per l’ospedale, tanto che il consiglio d’amministrazione nel 1927 decise d'istituire un importo minimo di base che ogni paziente avrebbe dovuto pagare a prescindere, onde evitare che venisse compiuto un abuso di servizio. Nel 1891 venne nominato il primo amministratore dell’ospedale, laureato alla Scuola Infermieristica dell’Ospedale di Filadelfia.
Nel 1892 i posti letto furono portati a 94.
Il Children's Hospital di Philadelphia fu tra i primi ad aprire un corso di formazione per infermieri: il Children's Hospital Ingersoll Training School for Nurses, dal nome di Sarah Emlen Ingersoll, una benefattrice dell'ospedale pediatrico, aprì nel 1895.
Nel 1900 fu fondato il Catherwood Milk Laboratory.

### Terza sede: 1916-1974
Nel 1913 l’ottavo direttore Edward S. Sayre depose la prima pietra del nuovo ospedale, adiacente al secondo, che si estendeva alla 18th e a Bainbridge Street, per il quale nel 1915 fu organizzata una raccolta fondi che si prefiggeva di raccogliere 500.000 dollari in 10 giorni. La nuova sede venne aperta nel 1916 con 70 posti letto, che divennero 95 nel 1922 con l’apertura di un nuovo reparto, e in seguito 100. Nel 1928, con l’aggiunta di una nuova ala dedicata alle sale operatorie, vennero introdotti altri 17 letti.
Nel 1919 l'ospedale si associò alla University of Pennsylvania School of Medicine divenendo, nei successivi 17 anni, un reparto pediatrico della scuola di medicina, con la maggior parte dei medici curanti nominati congiuntamente in entrambe le istituzioni.
Nel 1914 venne istituito il primo Dipartimento per la Prevenzione delle Malattie nella Nazione. Nel 1921 il Dipartimento registrò 1645 consulti, 4132 telefonate, 4236 lettere scritte dai pazienti e, sempre nello stesso anno, venne organizzata con i bambini una performance teatrale con lo scopo di sensibilizzare le famiglie sui benefici apportati sulla salute da una corretta alimentazione; infatti vennero inseriti poster nelle stanze del Dipartimento con lo slogan "Better food makes better babies".
Nel 1924 venne introdotta la fototerapia.
Nel 1925 l'ospedale divenne affiliato alla Philadelphia Child Guidance Clinic.
Nel 1927 iniziò la costruzione del Catherwood, un nuovo edificio che avrebbe ospitato ulteriori sale operatorie, nuove stanze di degenza e spazi di supporto all’ospedale, come una moderna lavanderia per la sterilizzazione della biancheria usata per i pazienti.
Il primo stanziamento formale di fondi per la ricerca fu registrato nel 1937.
Venne utilizzata la prima incubatrice chiusa per neonati.
La scuola infermieristica fu sciolta nel 1945 e trasformata in un centro di formazione affiliato.
Nel 1954 fu completato un edificio di ricerca di sei piani accanto all'ospedale.
Nel 1962, sotto la guida del Dr. C. Everett Koop, che in seguito divenne Surgeon General, fu aperta la prima unità di terapia intensiva neonatale (neonatal intensive care unit - NICU) della nazione, insieme a una nuova unità di chirurgia neonatale.
Nel 1965 fu istituito il primo programma di assistenza domiciliare per bambini e fu aperto un centro di ricerca clinica sotto gli auspici del National Institutes of Health.

### Quarta sede: 1974-2023
La costruzione del nuovo ospedale iniziò nel 1969, e il primo edificio fu aperto nel 1974. Venne scelta una posizione adiacente al campus dell'Università della Pennsylvania, sul lato ovest del fiume Schuylkill tra la 34th Street e il Civic Center Boulevard. L'attuale complesso dell'ospedale pediatrico occupa parte del sito del vecchio Philadelphia General Hospital e Blockley Almshouse.
Nel 1973 fu inaugurato un sistema di trasporto in elicottero per bambini gravemente malati e feriti. Il 18 novembre 2005, CHOP celebrò il suo 150º anniversario: le pietre miliari e i progressi nell'assistenza pediatrica pionieristici presso CHOP continuarono a includere la prima formazione medica formale in pediatria, tecniche per la correzione di malformazioni cardiache congenite, incubatrici per terapia intensiva neonatale, assistenza ventilatoria domiciliare e sviluppo di vaccini.
All'inizio degli anni sessanta, l'ospedale ricevette una sovvenzione dal servizio sanitario pubblico statunitense per preparare un progetto che rispecchiasse le caratteristiche di una moderna struttura pediatrica. I risultati dell'ampio studio furono incorporati nel progetto del nuovo ospedale, che avrebbe compreso 272 letti, spazi ambulatoriali e laboratori di ricerca. Nel progetto venne inoltre incluso il suggerimento di affiliare al centro medico pediatrico una struttura di salute mentale. La Philadelphia Child Guidance Clinic condivise con l'ospedale il nuovo edificio mantenendo però separati gli ingressi.
Nel 2006, a causa dei danni provocati da ingenti perdite d'acqua, la facciata dell'edificio principale fu ristrutturata e rimodernata. L'edificio poi fu ulteriormente ampliato con l'aggiunta del Pronto Soccorso e con complessivi 535 posti letto.
Dal 2001 CHOP, che si trova nel quartiere universitario, è stato sottoposto a un'espansione da 1,5 miliardi di dollari che ne ha raddoppiato le dimensioni, fino 93 000 m² di nuove strutture di ricerca e ambulatoriali su un grande sito di 3,2 ettari a sud dell'ospedale principale sul Civic Center Boulevard. L'espansione del South Campus include il Colket Translational Research Building di undici piani, con spazi per il laboratorio del Center for Childhood Cancer Research e il Center for Cellular and Molecular Therapeutics. Inoltre comprende un parcheggio sotterraneo e un edificio con servizi ambulatoriali. Confina con l'edificio universitario del Perelman Center for Advanced Medicine e Roberts Proton Therapy Center.
Sotto la guida del dottor Steven M. Altschuler, Chief Executive Officer (CEO o Amministratore delegato) del CHOP dal 2000 al 2015, l'ospedale fu riconosciuto come il principale ospedale pediatrico della nazione. Il dott. Altschuler guidò inoltre l’espansione del CHOP Care Network, del programma di medicina internazionale, del Campus principale e dell’Istituto di Ricerca. Nel 2015, Madeline Bell, Presidente e Chief Operating Officer (COO), fu nominata Presidente e CEO.
A partire da maggio 2020, nel pieno della pandemia COVID-19, il CHOP ha iniziato a offrire visite virtuali di assistenza pediatrica d’emergenza ai bambini e ai giovani di età compresa tra 0 e 21 anni in Pennsylvania, New Jersey, New York e Delaware, indipendentemente dal fatto che il bambino fosse un paziente dell’ospedale o meno.
Inaugurazioni nel 2022:
- Building Rendering Hub for Clinical Collaboration, con 17 piani e 52 025 m², ha permesso di espandere l'impianto centrale di CHOP con ulteriori uffici e spazi accademici, tra cui 16 grandi sale conferenze, 73 sale riunioni e un'aula magna.
- Services and Logistics Center (Centro Servizi e Logistica), di 16 258 m², ospita diversi dipartimenti non clinici per il CHOP, fornendo una migliore gestione dell'inventario e un supporto coordinato a entrambi gli ospedali.
- Center for Behavioral Health (4601 Market St.) o Centro per la salute comportamentale, di 4 366 m², offre 65 sale di consultazione ambulatoriali, oltre a un programma ambulatoriale, rendendo i servizi critici facilmente accessibili alla comunità[28].

A partire dal 1984, l'ospedale iniziò a espandersi oltre il suo Campus principale in tutta la periferia di Filadelfia e nel New Jersey meridionale, per creare quella che oggi è la più grande rete di ambulatori pediatrici ospedalieri degli Stati Uniti.

### Children’s Seashore House
Una delle prime strutture annesse all’ospedale risale al 1872, quando i medici che lavoravano al Children's Hospital decisero di fondare la Children's Seashore House, "l'ospedale sulla spiaggia", con la convinzione che l’aria fresca e l’ambiente marino avrebbero potuto notevolmente migliorare la salute dei piccoli ospiti. L'idea di utilizzare questa struttura era dovuta al fatto che proprio l’aria, l'oceano e il sole potessero aiutare a curare molti disturbi alle ossa e la tubercolosi, come affermato dal dottor William H. Bennett. I bambini durante i mesi estivi venivano trasferiti dall’ospedale pediatrico di Filadelfia alla Children's Seashore House, che divenne ufficialmente parte dell’ospedale nel 1998. La prima sede fu costruita ad Atlantic City tra South Carolina e Pacific Avenue, poi nel 1873 fu trasferito in Ohio Avenue, dove furono accettati 55 pazienti, e infine, nel 1902, si trasferì in un edificio di nuova costruzione, la Whitney Hall. Inizialmente la struttura era operativa solamente nei mesi estivi, poi dal 1909 tutto l’anno. Si sviluppò una nuova concezione di convalescenza sostituita con moderni concetti di riabilitazione. Perciò la Children’s Seashore House divenne la prima struttura di riabilitazione pediatrica degli Stati Uniti.

### Strutture di assistenza primaria
La prima campagna per la sensibilizzazione dell’assistenza primaria del Children's Hospital of Philadelphia, conosciuta come "Kids First", fu lanciata nel 1994. Tutt'oggi l'ospedale ha 30 centri di assistenza primaria in due Stati; l'esempio più importante è il CHOP Care Network Chadds Ford Primary Care practice, aperto nel 2001. Il CHOP Care Network è stato di importanza strategica per l’ospedale negli ultimi 20 anni e ha facilitato l’accesso a cure di qualità a tutti i bambini che vivono nei sobborghi di Filadelfia. Il CHOP Care Network è costituito da centri di pratiche di cura primaria, centri di assistenza specialistica, day hospital, centri di chirurgia ambulatoriale, centri di assistenza domiciliare e cure urgenti, e ha particolari partnership con gli ospedali di comunità.

### Buerger Center for Advanced Pediatric Care
Nel 2015, il Buerger Center for Advanced Pediatric Care ha aperto e trasferito la maggior parte dei servizi ambulatoriali nell'edificio. Composto da forme impilate e una selezione di colori primari, l'edificio di dodici piani e l'ala di sei piani per complessivi 65 000 m², con annesso un parcheggio sotterraneo di cinque piani e 1500 posti, offre un ambiente innovativo: le aree cliniche sono co-localizzate, rendendo più facile raggiungere più appuntamenti, sistemi elettronici avanzati riducono i tempi di attesa e velocizzano la registrazione e il checkout. Inoltre vi sono spazi per l'attesa, piene di luce naturale e aree "aspetta, gioca, impara" per fornire a pazienti e fratelli un luogo per giochi educativi e un giardino pensile per la ricreazione e la riabilitazione, mentre una piazza all'aperto offre un'area sicura per il gioco, l'intrattenimento e la ricarica emotiva.

### King of Prussia

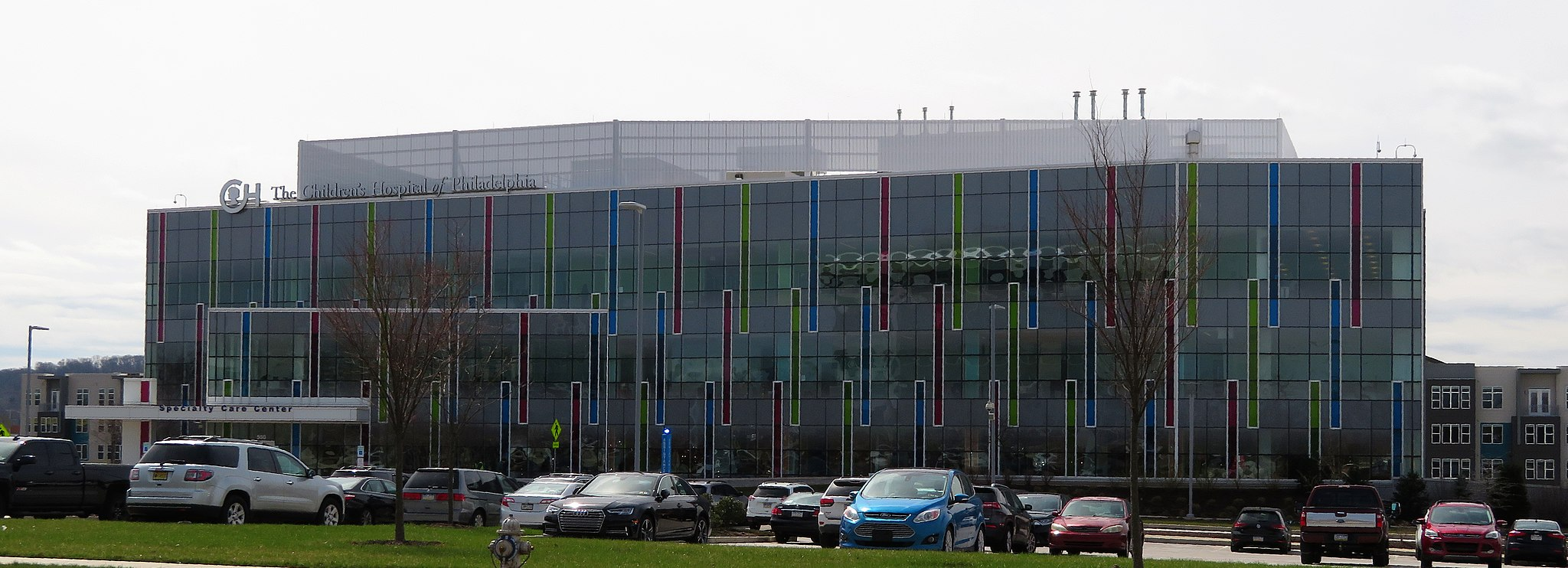
Facciata principale King of Prussia

Nel 1984, William Potsic, direttore del reparto di otorinolaringoiatria, si adoperò per dar vita a una presenza ambulatoriale anche nella periferia di Filadelfia, che fu realizzata a King of Prussia. Nel 2015, CHOP aprì a King of Prussia un Specialty Care and Surgery Center di 13000 m² e, accanto, il 26 gennaio 2022, ne aprì un secondo, di 23000 m², il Middleman Family Pavilion, con lo scopo di consentire la cura dei pazienti senza trasferimento nel campus della città universitaria in quanto dotato di pronto soccorso 24 ore su 24, rianimazione, quattro sale operatorie, servizi di radiologia e ulteriori specialità pediatriche come ortopedia, chirurgia plastica e cura dell'orecchio, del naso e della gola.

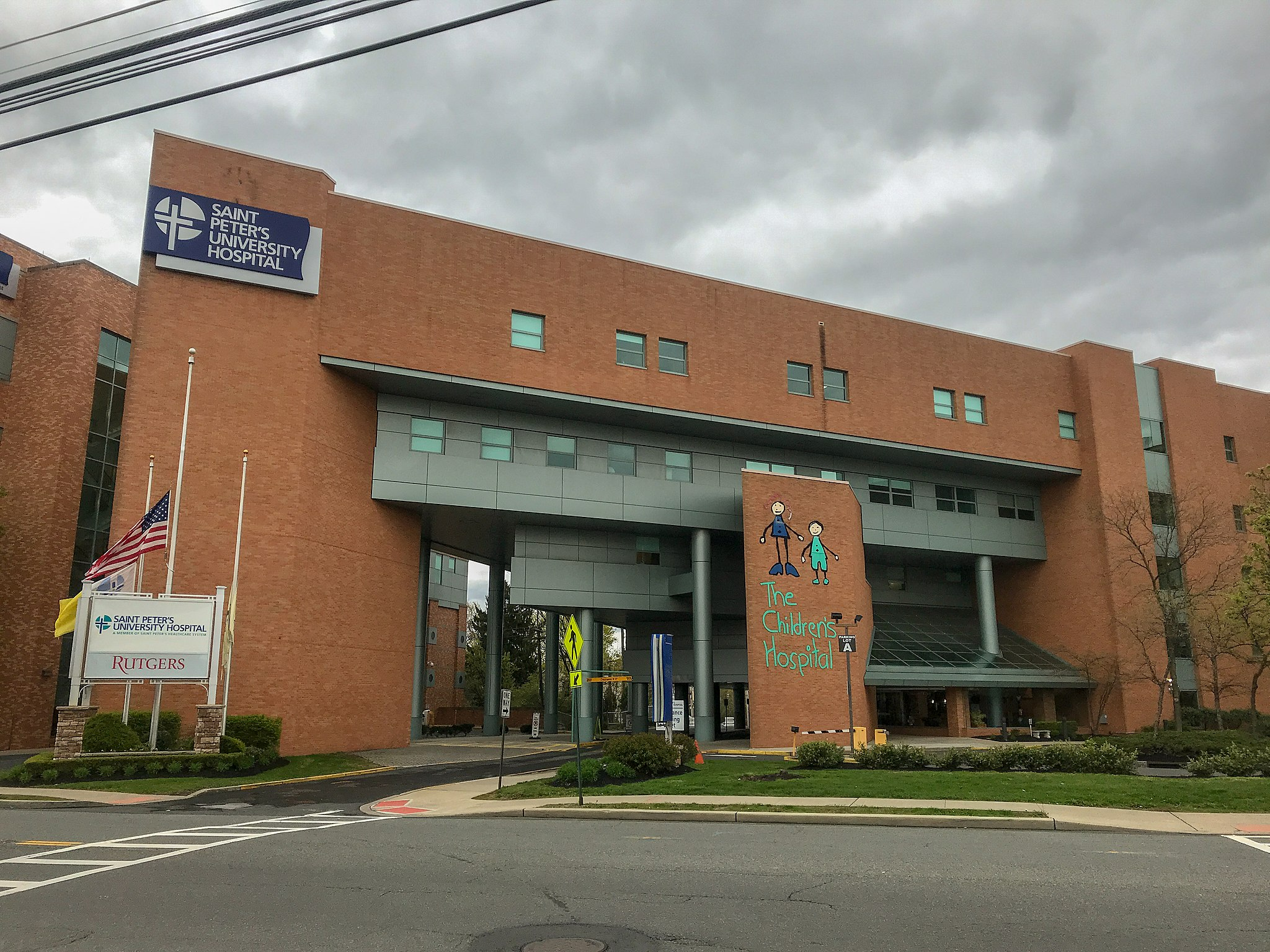
Saint Peter's University Hospital

### Saint Peter's University Hospital
Il CHOP ha una collaborazione con il Saint Peter's University Hospital, con sede nel New Jersey. Le cure cardiache pediatriche del Saint Peter's University Hospital sono affidate a medici affiliati a Children’s Hospital of Philadelphia (CHOP) Specialty Care Center e i casi complessi vengono di soliti trasferiti direttamente a quest'ultimo.

### Penn Medicine Princeton Medical Center
Le cure ai ricoverati nei reparti pediatrici e nel dipartimento di emergenza pediatrica del Penn Medicine Princeton Medical Center, locato a Plainsboro Township, nel New Jersey, è fornita dai medici del Children's Hospital of Philadelphia in collaborazione con lo staff pediatrico del Penn Medicine. Inoltre, adiacente al centro medico, nel 2015, è stato edificato il Children's Hospital of Philadelphia Specialty Center, di 2300 m², che fornisce ulteriori servizi assistenziali a neonati e bambini.

## Nursing e Ingersoll School
L'assistenza infermieristica al CHOP è stata fondamentale per oltre 150 anni per assicurare qualità alle cure pediatriche. CHOP fu il luogo di nascita dell'educazione infermieristica pediatrica, ospitando la Children's Hospital Ingersoll Training School for Nurses dal 1895 al 1945. La costruzione della Catherwood Nurses Home nel 1928 consentì di ospitare 117 studenti. I candidati, per essere ammessi, dovevano presentare una lettera di un ecclesiastico attestante il soddisfacimento delle caratteristiche richieste e dovevano avere un’età compresa tra i 18 e i 35 anni. La scuola continuò a formare infermieri fino alla chiusura nel 1945 e il trasferimento dell'attività formativa all’ospedale.
L'infermieristica presso CHOP promuove la pratica infermieristica attraverso un lavoro di ricerca basato sull'evidenza; è parte integrante del team sanitario e offre opportunità di carriera. Inoltre detiene il riconoscimento di istituzione "magnetica" (Magnet institution), cioè in grado di trattenere il personale, che è assegnato dall'American Nurses Credentialing Center, ed è una distinzione detenuta da meno del 6% delle istituzioni sanitarie a livello nazionale. La designazione di "magnetica", ossia riconoscimento dei "migliori" ospedali, è stata concepita all'inizio degli anni '80 quando l'American Academy of Nursing (AAN) condusse uno studio per identificare quali ospedali attraessero e trattenessero gli infermieri e quali caratteristiche organizzative fossero condivise. Negli anni '90, l'American Nurses Association (ANA), attraverso l'American Nurses Credentialing Center (ANCC), stabilì un programma formale per riconoscere l'eccellenza nei servizi infermieristici: il Magnet Nursing Services Recognition Program.

## La Fondazione Children's Hospital of Philadelphia
Fin dalla fondazione, il personale medico e sanitario, oltre a condividere gli ideali sui quali è stato fondato l'ospedale, si è sempre dedicato attivamente al processo di formazione di aspiranti medici e infermieri.

Howard Childs Carpenter (1878-1955), fondatore nel 1914 del Department for the Prevention of Disease (Dipartimento per la prevenzione delle malattie), chiuso nel 1939, in un articolo pubblicato sulla rivista Health Help affermò:
”L'ospedale pediatrico ideale non è attento solo alla malattia di neonati e bambini, ma all'intero bambino, alla sua salute fisica e mentale, al suo sviluppo e anche alla profilassi delle malattie".
Samuel X. Radbill:
"In un senso rigorosamente moderno, gli ospedali per bambini sono generalmente considerati istituzioni che si limitano alla cura dei bambini malati. Questo concetto, tuttavia, non è del tutto vero. Alcuni degli ospedali pediatrici più grandi hanno incluso nella sfera delle loro attività, non solo la cura ma anche la cura preventiva e hanno sempre posto l'accento sulla ricerca e sull'insegnamento. Alcuni, come il Children's Hospital of Philadelphia, si sono evoluti in grandi centri medici per bambini che coprono quasi ogni fase del benessere e dello studio dei bambini". 
Solo nel 1951 però l'ospedale venne ufficialmente dichiarato centro medico, quando venne lanciata una significativa campagna filantropica per finanziare la costruzione del nuovo edificio. Nel corso della storia dell'ospedale infatti, famiglie generose, individui, aziende e fondazioni hanno sempre fornito un contributo significativo alla Fondazione Children's Hospital of Philadelphia, tanto che già nel suo primo anno raccolse più di $4.000 in donazioni e, quando fu necessario il trasferimento nella sua sede di Bainbridge Street nel centro di Filadelfia nel 1916, la comunità contribuì spontaneamente alla ristrutturazione dell'edificio con $500.000 in 10 giorni. Questi importanti esempi di generosità continuano fino ad oggi e, proprio grazie a tali donazioni, indirizzate sia ad aiutare le famiglie che non possono permettersi l'assistenza sanitaria e fornire programmi e servizi per la qualità della vita nell'ospedale e nella comunità, ma anche alla ricerca, e ciò ha permesso trattamenti e cure innovative, e scoperte in più aree: vaccini,  cure per la cecità congenita, interventi chirurgici fetali e terapie geniche. Tutto ciò ha reso il Children's Hospital of Philadelphia una forza trainante nella ricerca pediatrica e uno dei destinatari principali dei finanziamenti da parte del National Institutes of Health.

## Sostegno alle famiglie
Nel 1967, il primo direttore del Dipartimento di Pediatria, Mary Brooks, co-fondò l'organizzazione professionale nazionale dedicata al miglioramento dell'esperienza sanitaria dei bambini, fornendo programmi di gioco, preparazione ed educazione. I moderni asili infantili sono una parte fondamentale del team terapeutico ed aiutano i bambini che necessitano di esami e trattamenti medici complessi.
Nel 1974, l'oncologa Audrey Evans, al fine di aiutare i genitori che assistevano i loro figli malati, in collaborazione con il direttore generale del Philadelphia Eagles, Jimmy Murray, co-fondò il primo Ronald McDonald House della città.
Continuando a concentrarsi sull'assistenza alle famiglie, Michele Lloyd, ex dirigente di un ospedale pediatrico, fondò il Connelly Family Resource Center. Il centro, che comprende una biblioteca per famiglie e bambini, camere da letto, cucina, armadietti e aule scolastiche, è stato reso possibile grazie a una donazione della Connelly Family Foundation e al supporto progettuale del Family Advisory Council dell'ospedale. Il centro è stato aperto nel 1997 ed è diventato rapidamente un modello in tutto il paese. A oggi continua a sostenere le famiglie con programmi unici per pazienti e famiglie.

## Scoperte e primati
Il Children's Hospital of Philadelphia ha mantenuto una cultura che supporta e celebra ogni innovazione o scoperta che migliori la salute dei bambini. 
- Nel 1877 fu istituito un sistema di valutazione competitiva per selezionare i migliori medici dell’ospedale. Ad oggi, il Pediatric Residency Program[56] è tra i più competitivi negli Stati Uniti: con un programma di tre anni, accreditato da Accreditation Council of Graduate Medical Education[57], forma i medici fino alla certificazione in General Pediatrics da parte di American Board of Pediatrics[58], con un processo formativo volontario che va oltre la licenza medica statale.
- CHOP fu il primo a incoraggiare la pratica di visite giornaliere, che rapidamente vennero introdotte a livello nazionale.
- Nel 1936, CHOP fu il primo a sviluppare il vaccino contro la pertosse, primo di una serie di vaccini pionieristici[59], grazie anche all'impegno di Joseph Stokes Jr.[60], che nel 1922 aprì il primo laboratorio di ricerca nel seminterrato dell'ospedale. Un secolo di ricerca che partì da una singola stanza dell'ospedale e ha ora 525 ricercatori e uno staff di centinaia di collaboratori.
- Nel 1938 il Charles Chapple pubblicò il prototipo di un'incubatrice che permetteva per la prima volta di accedere alle procedure di cura dei neonati senza privarli dei livelli di temperatura, umidità, ossigeno e anidride carbonica garantiti dall'ambiente chiuso[61]. Alle aperture erano fissati due manicotti dotati di guanti, in modo da permettere a medici e operatori di visitare, curare, pesare e accudire il bambino dall'esterno[62]. Tuttavia, si trattava sempre di sistemi progettati per stare addossati a una parete, ma nel 1947 Chapple perfezionò il sistema inventando l'Isolette, che era dotata di accesso al neonato da entrambi i lati e permetteva una visibilità e un accesso circolari.
- Nel 1940, CHOP istituisce un laboratorio di diagnostica virale, il primo nella nazione e il T. McNair Scott[63] viene nominato dal dr. Stokes primo direttore della ricerca .
- Negli anni '40, Werner[64] e Gertrude Henle[65], insieme al dr. Stokes, furono i primi a studiare il virus responsabile dell'epatite A e a dimostrare l'efficacia terapeutica delle gamma globuline specifiche. Dimostrarono anche l'efficacia della vaccinazione contro l'influenza e la parotite. Durante la sua residenza al CHOP, Lewis Coriell[66][67] perfeziona la tecnica per prevenire la contaminazione nelle colture cellulari, permettendo lo sviluppo delle ricerche sulla poliomielite e sul vaccino.
- Negli anni '50, John Holter[68], sollecitato dal neurochirurgo pediatrico Eugene Bernard Spitz (1919-2006), che al CHOP stava curando il figlio di Holter nato con idrocefalo, sviluppò il primo shunt con valvola anti reflusso, per drenare i fluidi encefalici in eccesso. L'uso della valvola Spitz-Holter[69] si diffuse in tutto il mondo.
- Dal 1948 al 1981, C. Everett Koop fu chirurgo capo dell’ospedale[70]; ebbe come missione la promozione di una specializzazione chirurgica pediatrica che permettesse in varie discipline chirurgiche gli stessi livelli di qualità ovunque.  Innovatore di tecniche operative avanzate, inclusa la separazione di gemelli siamesi, che permise al suo team di raggiungere i migliori tassi di sopravvivenza della nazione per i neonati con difetti alla nascita potenzialmente letali. Nel corso degli anni, sotto la guida di Koop, l'ospedale ha ottenuto una reputazione come leader mondiale nella valutazione chirurgica della separazione e della cura dei gemelli siamesi[22]. Istituì la prima unità di terapia intensiva neonatale al mondo. Contribuì alla nascita del trattamento multidisciplinare dei tumori solidi infantili come il neuroblastoma. Fu il primo redattore capo del Journal of Pediatric Surgery (1964-1976). Nel 1981 fu nominato U.S. Surgeon General[71].
- Nel 1966 William Rashkind[72], a capo dell’unità cardiologica pediatrica e uno dei padri nel campo del cateterismo interventistico, sviluppò una procedura non chirurgica per i bambini con alcune forme di cardiopatia congenita, la "settostomia atriale con palloncino" (indicata anche come procedura Rashkind)[73].
- Nel 1967, i coniugi Henle scoprirono che la mononucleosi infettiva è causata dal Virus di Epstein Barr (EBV) e furono i primi a mettere in luce il rapporto tra EBV e l’insorgere del linfoma di Burkitt, la prima evidenza di implicazione virale nello sviluppo di alcune malattie tumorali.
- Dal 1972, Stanley Alan Plotkin[74], medico associato dal 1965 al CHOP, fu incaricato di dirigere la prima divisione di malattie infettive, ruolo che ricoprì fino al 1991[75]. Al Wistar Institute of Anatomy and Biology[76] sviluppò il vaccino contro la rosolia, il cui utilizzo fu autorizzato nel 1969 e utilizzato in tutto il mondo. Contribuì a sviluppare il moderno vaccino contro la rabbia. Collaborò con gli scienziati Paul A. Offit[77] e H. Fred Clark al vaccino contro il Rotavirus (RotaTeq®)[78], causa di infezione gastrointestinale in neonati e bambini, che, nel 2006, venne approvato da Centers for Disease Control and Prevention e valse loro la medaglia d’oro assegnata dal CHOP[22].
- Nel 1980, il programma di medicina d’urgenza dell’ospedale è stato il primo a offrire speciali borse di formazione in medicina d'urgenza pediatrica.
- Nel 1983, Charles A. Stanley[79], esperto di ipoglicemia e di iperinsulinismo e ricercatore nel campo dei disordini della secrezione insulinica in neonati e bambini, con il suo team scoprì il deficit di acil-coA deidrogenasi a catena media (MCADD), una malattia ereditaria che causa un difetto congenito dell'ossidazione degli acidi grassi nei mitocondri, che può passare inosservata fin quando non provoca danni cerebrali infantili o la morte[80].
- Dal 1995, il Dr. N. Scott Adzick[81], chirurgo capo del CHOP, guida lo sviluppo del Richard D. Wood Jr. Center for Fetal Diagnosis and Treatment; eseguì il primo intervento chirurgico fetale a cielo aperto e con il suo team sviluppò tecniche e dispositivi chirurgici innovativi per operare su un feto nel grembo materno[82], come nel caso del mielomeningocele, la forma più grave di spina bifida, in cui i chirurghi fetali aprono l'utero e chiudono l'apertura nella schiena del bambino[83].
- Nel 1999, Terri H. Finkel fu incaricata di dirigere il reparto di Reumatologia. Lei e il suo team furono i primi a dimostrare che l'HIV non si limita a infettare le cellule T ma innesca le cellule T non infette per il suicidio, riducendo quindi la capacità di combattere le infezioni e influisce sul ciclo cellulare della cellula infetta, controllando così anche la loro infettività[84][85].
- Nel 2008 venne aperta la Garbose Family Special Delivery Unit (SDU)[86], struttura prima nel suo genere in tutto il mondo per il parto in un ospedale pediatrico in prossimità delle sale di cura e chirurgiche neonatali, progettato per madri sane che portano bambini con difetti congeniti noti. Fornisce sale operatorie specializzate per un immediato intervento sul neonato dopo il parto[87] ed è situato all'interno del Richard D. Wood Jr. Center for Fetal Diagnosis and Treatment.
- Nel 2012, il Dr. Stephan Grupp[88] e colleghi somministrarono la terapia con cellule CAR-T al primo paziente pediatrico per il trattamento della leucemia linfoblastica acuta recidivante, terapia che modifica le cellule T del paziente in modo che possano trovare e distruggere le cellule tumorali e persistere nel corpo per lunghi periodi. La terapia con cellule CAR T, con il marchio Kymriah®, fu la prima terapia genica ad essere stata approvata dalla Food and Drug Administration (FDA) ed è autorizzata anche in Italia[89][90].
- Nel 2018, Katherine High[91] e colleghi dell'Università della Pennsylvania svilupparono una terapia genica sicura per l'amaurosi congenita di Leber, una rara forma ereditaria di cecità retinica. Luxterna®  è approvata da FDA e autorizzata anche in Europa[92].
- Nel 2019, Yoav Dori[93] e Hakon Hakonarson[94] introdussero, con successo, il trattamento con un farmaco comunemente usato nel il melanoma, per curare una mutazione genetica causa di una grave perdita linfatica, con scomparsa dei sintomi e completo rimodellamento del sistema linfatico.
- Nel 2022 è stato inaugurato il Centro per l'innovazione craniofacciale (Center for Craniofacial Innovation), direttore Eric Liao[95], un chirurgo plastico pediatrico, che opera condizioni craniofacciali complesse, e uno scienziato che fa convergere i progressi nella cura del feto, nella genetica umana e nella biologia dello sviluppo per avviare studi e trattamenti anche in ambito pediatrico.
- Nel 2023, ricercatori del CHOP e della Perelman School of Medicine dell'Università della Pennsylvania hanno sviluppato un modello di editing genetico per trattare le malattie del sangue, che consente la modifica delle cellule del sangue malate direttamente all'interno del corpo[96].

## Premi e riconoscimenti
- Nel 1999 CHOP diventò uno dei 13 siti accademici designati dal NIH come Pediatric Pharmacology Research Unit (PPRU), che sono istituiti per condurre studi sulla disponibilità e l'azione dei farmaci nei pazienti pediatrici[97].
- È stato designato Centro per il genoma umano dal National Institutes of Health e ha ricevuto un importante contributo federale per la mappatura del cromosoma 22 all'inizio degli anni '90. I ricercatori del Children’s Hospital hanno completato la mappatura del cromosoma 22 nel 1999, rendendolo il primo cromosoma umano a essere completamente sequenziato. Difetti nei geni sul cromosoma 22 sono implicati in alcune leucemie e altri tumori pediatrici, disabilità intellettive, numerosi difetti alla nascita e sindrome da delezione 22q11[98].
- Dal 2007 il Children's Hospital of Philadelphia (CHOP) emerge tra le dieci migliori istituzioni statunitensi secondo la classifica dell’U.S. News and World Report[99], confermato anche nel 2023-24[100].
- Classificato n. 1 per i reparti di Endocrinologia e Diabetologia, di Oncologia e di Ortopedia. Un totale di sei specialità sono state classificate tra le prime tre nelle rispettive aree[98].
- Riconosciuto specificamente per contributi significativi allo sviluppo della terapia con cellule T CAR per i bambini con leucemia linfoblastica acuta avanzata (LLA). È stata la prima terapia cellulare in assoluto a ricevere l'approvazione della FDA (Food and Drug Administration)[98].
- Ha ottenuto nel 2004 lo status di Magnet for Nursing Excellence, il più alto riconoscimento nazionale per la professione infermieristica, dall'American Nursing Credentialing Center (ANCC), una componente dell'American Nurses Association e ha ricevuto la ricertificazione nel 2008, 2014 e 2019. Meno dell'8,5% degli ospedali statunitensi ottiene il riconoscimento Magnet e meno dell'1% lo ha ricevuto quattro o più volte. Il Children's Hospital è stato il primo ospedale pediatrico in Pennsylvania a ricevere lo status di Magnet[98].
- Ha ottenuto un accreditamento triennale dalla Joint Commission on Health Care Organizations dal giugno 2013 al giugno 2016 per la conformità dimostrata agli standard applicabili della Joint Commission in tutte le aree di prestazione[98].
- Riconosciuto nel 2009 come Centro di Eccellenza da Fertile Hope per il suo impegno nel far conoscere ai malati di cancro e alle loro famiglie i rischi di infertilità a seguito dei trattamenti oncologici[101]. Fertile Hope è un'iniziativa statunitense dedicata a fornire informazioni, supporto e speranza ai malati oncologici offrendo loro potenziali modi per preservare la propria fertilità[98].
- Nominato nel 2020 uno dei 15 migliori ospedali pediatrici per innovazione e tecnologia dalla rivista Parents Magazine che ha intervistato 50 ospedali pediatrici; inoltre, i membri del comitato consultivo dei genitori hanno poi contribuito a determinare le migliori tra le oltre 200 innovazioni presentate. CHOP è stato premiato per il lavoro del Roberts Individualized Medical Genetics Center che utilizza il sequenziamento genetico per fornire sviluppare trattamenti personalizzati[98].
- CHOP ha ottenuto il primo posto nella lista 2022 di Forbes dei migliori grandi datori di lavoro americani, per la capacità di attuare programmi di aiuto per i suoi dipendenti idonei a superare l’incertezza della pandemia di COVID-19, ad esempio l’offerta di maggiore flessibilità nella programmazione e nei turni suddivisi e il ritorno di infermieri in pensione.
- Il National Committee for Quality Assurance (NCQA)[102] ha accreditato CHOP come Accountable Care Organization (ACO)[103]. ACO è costituita da un gruppo di operatori sanitari che hanno l'obiettivo condiviso di migliorare la qualità dell'assistenza del paziente, riducendo contemporaneamente i costi attraverso pratiche cliniche di qualità. L'accreditamento è volontario e valuta se un'organizzazione sanitaria risponde ai criteri stabiliti in 14 standard costituiti da 65 elementi. Nel 2023, CHOP è l’unico ospedale pediatrico e tra le prime cinque organizzazioni ad essere accreditate negli Stati Uniti[104]